# Ben-Gurion Universiteit van de Negev

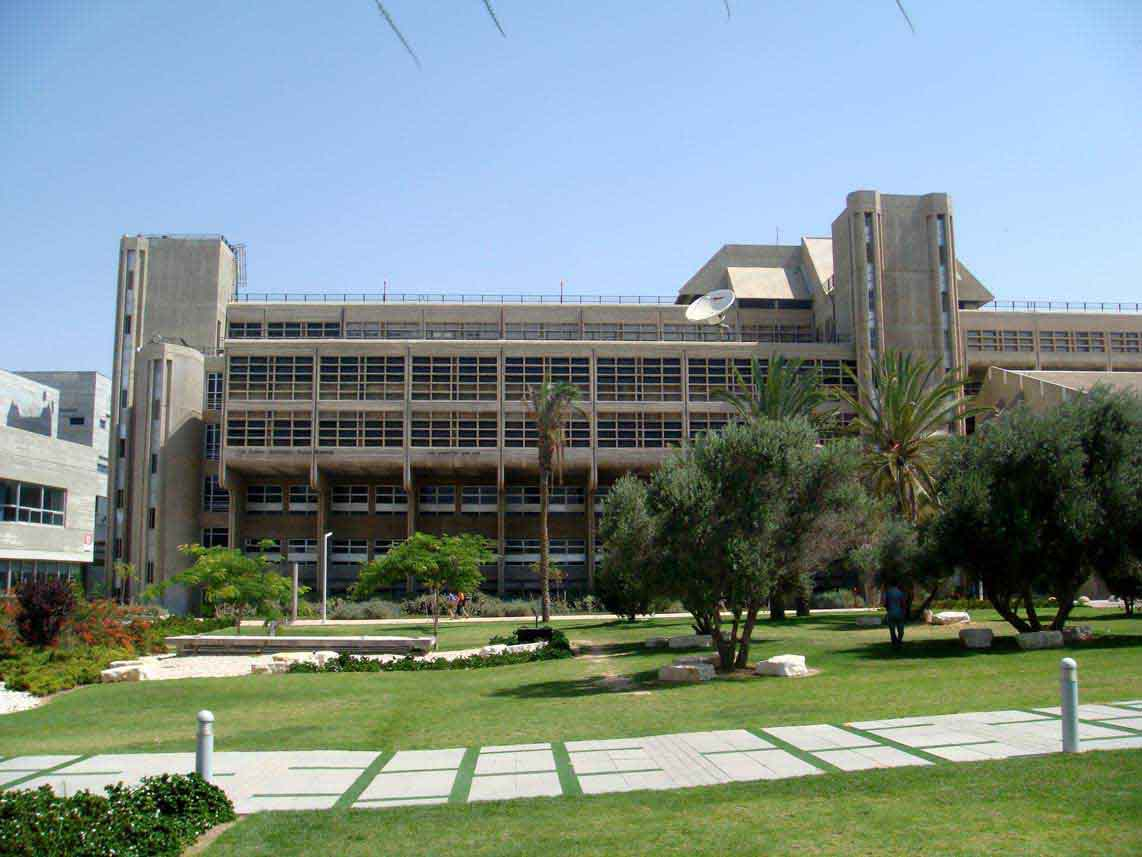
Gebouw Zuker-Goldstein-Goran

De Ben-Gurion Universiteit van de Negev (Hebreeuws: אוניברסיטת בן גוריון בנגב - Universitat Ben Gurion Banegev, Engels: Ben-Gurion University of the Negev, afgekort BGU), vaak gewoon Ben-Gurion Universiteit genoemd, is een openbare universiteit in Beër Sjeva (Israël). De universiteit is opgericht in 1969 en genoemd naar David Ben-Gurion.

## Achtergrond
De universiteit heeft tot doel het promoten van de ontwikkeling van de regio Negev. Dit doel is gebaseerd op een visie van David Ben-Gurion, de eerste premier van Israël, die geloofde dat de toekomst van het land in dit relatief onontwikkelde gebied lag. Oorspronkelijk heette de universiteit universiteit van de Negev, maar dat werd na de dood van Ben-Gurion veranderd naar de huidige naam.
De universiteit heeft een kleine campus, Midreshet Ben-Gurion, vlak bij kibboets Sde Boker, waar Ben-Gurion tijdens zijn pensioen verbleef. Hier bevindt zich ook het Jacob Blaustein Institute for Desert Research, welke masters en PhD’s geeft voor woestijn-gerelateerde studies.
De meeste lessen aan de universiteit worden gegeven in het Hebreeuws, maar er zijn ook Engelstalige cursussen die studenten van over de hele wereld aantrekken.

## Faculteiten
De Ben-Gurion-universiteit van de Negev heeft de volgende faculteiten:
- 'Humanities and social sciences' (ongev. alfawetenschappen, economische en sociale wetenschappen[1])
- Natuurwetenschappen
- Technische wetenschappen
- Gezondheidswetenschappen
- Management
- Woestijnonderzoek

## Noemenswaardige faculteitsleden
- Aaron Antonovsky, socioloog
- Aharon Appelfeld, auteur
- Charles Blattberg, politiek wetenschapper
- Avishay Braverman, voormalig president van de universiteit, econoom en politicus.
- Rivka Carmi, pediater
- Haim Chertok, auteur
- Shlomi Dolev, computerwetenschapper
- Tikva Frymer-Kensky, Bijbelgeleerde
- Neve Gordon, politiek wetenschapper
- Samuel Hollander, econoom
- Etgar Keret, auteur
- Benny Morris, historicus
- Amos Oz, auteur
- Elisha Qimron, Hebreeuws geleerde
- Aviad Raz, socioloog
- Danny Rubinstein, journalist
- Joshua Prawer, historicus
- Richard Shusterman, filosoof
- Carsten Peter Thiede, Bijbelgeleerde
- Unni Wikan, antropoloog
- Oren Yiftachel, geograaf

## Noemenswaardige alumni
- Isaac Berzin
- Meir Cohen (1955), politicus
- Amira Dotan
- Gila Gamliel (1974), oud-voorzitter van de studentenraad en politica
- Agi Mishol
- Gonen Segev
- Silvan Shalom (1958), journalist en politicus
- Eliezer Shkedi
- Yaakov Turner
- Mordechai Vanunu (1954), nucleair technicus en vredesactivist
- Shelly Yachimovich (1960), politica, journalist en presentator
- Tamar Zandberg (1976), politica